# 신형 전술 레이저
신형 전술 레이저(Advanced Tactical Laser, ATL)는 미국의 레이저포 시스템이다. AC-130 건쉽 비행기에 무게 7톤, 레이저 출력 100 kw, 유효사거리 20 km인 레이저포를 장착했다.
2008년 8월 13일, 보잉은 C-130 수송기에 탑재한 ATL 빔을 최초로 시험발사했다고 발표했다. ATL의 무게는 12,000 파운드(5,443 kg)이다. 3 x 3 ft(91 x 91 cm) 크기의 목표물을 명중했다.